# Saturn Return
Saturn Return (яп. サターンリターン, Satān Ritān, укр. Повернення Сатурна) — японська серія манґи, написана та проілюстрована Акане Торікаї. Серіал виходив у журналі Weekly Big Comic Spirits видавництва Shogakukan з січня 2019 по жовтень 2022 року, а його глави були зібрані у 10 томах танкобонів.

## Сюжет
Ріцуко Кадзі, авторка оповідань, виявляє, що не може писати. Одного дня Ріцуко згадує щось із свого минулого. Аой, її друг, якому вона раніше повністю довіряла, з'являється уві сні і запитує її: «У цьому… сенс твого життя?». Наступного ранку Ріцуко прокидається від телефонного дзвінка. Аой наклав на себе руки. Проблиск забутої мрії, будні сучасної пари, смерть когось незамінного… Життя «втрати», від якого вона завжди відвертала очі, починає рухатися.

## Публікація
Написаний та проілюструваний Акане Торікаї, Saturn Return було опубліковано в журналі Weekly Big Comic Spirits видавництва Shogakukan з 21 січня 2019 року по 31 жовтня 2022 року. Розділи манґи були зібрані в 10 томах, випущених з 28 червня 2019 року до 28 лютого 2023 року.

### Список томів
| №  | Дата виходу       | ISBN                   |
| -- | ----------------- | ---------------------- |
| 1  | 28 червня 2019    | ISBN 978-4-09-860314-5 |
| 2  | 29 листопада 2019 | ISBN 978-4-09-860487-6 |
| 3  | 27 квітня 2019    | ISBN 978-4-09-860598-9 |
| 4  | 30 вересня 2019   | ISBN 978-4-09-860742-6 |
| 5  | 30 березня 2021   | ISBN 978-4-09-861008-2 |
| 6  | 30 листопада 2021 | ISBN 978-4-09-861147-8 |
| 7  | 29 липня 2022     | ISBN 978-4-09-861384-7 |
| 8  | 28 жовтня 2022    | ISBN 978-4-09-861454-7 |
| 9  | 28 лютого 2023    | ISBN 978-4-09-861587-2 |
| 10 | 28 лютого 2023    | ISBN 978-4-09-861590-2 |

## Сприйняття
Saturn Return було однією з робіт, рекомендованих журі на 23-му Японському фестивалі медіа-мистецтва у 2020 році. Серіал було номіновано на 28-ій культурній премії Тедзуки Осаму в 2024 році.